# Condado de Eaton
El condado de Eaton (en inglés: Eaton County, Míchigan), fundado en 1837, es uno de los 83 condados del estado estadounidense de Míchigan. En el año 2000 tenía una población de 103.655 habitantes con una densidad poblacional de 69 personas por km². La sede del condado es Charlotte.

## Geografía
Según la Oficina del Censo, el condado tiene un área total de 1500 km² (579,2 mi²), de la cual 1492 km² (576,1 mi²) es tierra y 8 km² (3,1 mi²) es agua.

## Condados adyacentes
- Condado de Clinton noreste
- Condado de Ingham este
- Condado de Jackson sureste
- Condado de Calhoun sur
- Condado de Barry oeste
- Condado de Ionia noroeste

## Demografía
En el 2000 la renta per cápita promedia del condado era de $49,588, y el ingreso promedio para una familia era de $57,898. El ingreso per cápita para el condado era de $22,411. En 2000 los hombres tenían un ingreso per cápita de $41,978 frente a los $29,638 que percibían las mujeres. Alrededor del 5.80% de la población estaba bajo el umbral de pobreza nacional.
| 1900   | 1910   | 1920   | 1930   | 1940   | 1950   | 1960   | 1970   | 1980   | 1990   | 2000    | Est.2008 |
| ------ | ------ | ------ | ------ | ------ | ------ | ------ | ------ | ------ | ------ | ------- | -------- |
| 31.668 | 30.499 | 29.377 | 31.728 | 34.124 | 40.023 | 49.684 | 68.892 | 88.337 | 92.879 | 103.655 | 106.781  |

## Lugares

### Ciudades
- Charlotte
- Eaton Rapids
- Grand Ledge
- Lansing (parcial)
- Olivet
- Potterville

### Villas
- Bellevue
- Dimondale
- Mulliken
- Sunfield
- Vermontville

### Lugar designado por el censo
- Waverly

### Comunidades no incorporadas
| - Ainger - Bismark - Brookfield - Carlisle - Charlesworth | - Chester - Delta Center - Delta Mills - Five Points Corner - Gresham | - Hoytville - Kalamo - Kelly - Kingsland - Little Venice | - Millett - Needmore - Olivet Station - Oneida Center - Packard | - Petreville - Shaytown - Stalls Corner - West Windsor - Woodbury |

### Municipios
| - Municipio de Bellevue - Municipio de Benton - Municipio de Brookfield - Municipio de Carmel | - Municipio de Chester - Municipio de Delta Charter - Municipio de Eaton Rapids - Municipio de Eaton | - Municipio de Hamlin - Municipio de Kalamo - Municipio de Oneida Charter - Municipio de Roxand | - Municipio de Sunfield - Municipio de Vermontville - Municipio de Walton - Municipio de Windsor Charter |

### Principales carreteras
- M-43
- M-50
- M-66
- M-78
- M-79
- M-99
- M-100
- M-188